# Wereldkampioenschap shorttrack (individueel)
Het wereldkampioenschap shorttrack wordt sinds 1981 jaarlijks georganiseerd door de ISU. De editie van 2020, die in Seoel zou plaatsvinden, moest worden afgelast vanwege de coronapandemie die in 2020 uitbrak. Drie jaar later, in 2023, vond er na 2020 alsnog een editie in Seoel plaats.
Er zijn wereldtitels te verdienen op de drie individuele afstanden (500, 1000 en 1500 meter), op de relay voor mannen (5000 meter), vrouwen (3000 meter) en gemengd (2000 meter). Tot en met 2022 waren er op de drie individuele afstanden ook punten te verdienen die opgeteld bij de superfinale over 3000 meter een klassement vormden. De schaatser die de meeste punten haalde in dit klassement was de wereldkampioen shorttrack allround. Tot het jaar 2000 was er alleen een allroundtitel en telden de afstandsoverwinningen nog niet als wereldtitel.

## Programma en afstanden
De ISU heeft regels opgesteld waaraan elk wereldkampioenschap moet voldoen. Wereldkampioenschappen werden tot en met 2014 gehouden over een tijdsbestek van drie dagen volgens onderstaand programma. In 2015 werd het programma veranderd om de finales dichter op elkaar te krijgen. In 2023 werden de allround wereldtitels (en daarmee de superfinales) geschrapt en werd de gemende aflossing toegevoegd.

### Situatie t/m 2014
Dag 1
- Heats 1500 meter vrouwen / mannen
- Halve finales 1500 meter vrouwen / mannen
- Finale 1500 meter vrouwen / mannen
- Halve finales 3000 meter relay vrouwen

Dag 2
- Heats 500 meter vrouwen / mannen
- Kwartfinales 500 meter vrouwen / mannen
- Halve finales 500 meter vrouwen / mannen
- Finale 500 meter vrouwen / mannen
- Halve finales 5000 meter relay mannen

Dag 3
- Heats 1000 meter vrouwen / mannen
- Kwartfinales 1000 meter vrouwen / mannen
- Halve finales 1000 meter vrouwen / mannen
- Finale 1000 meter vrouwen / mannen
- Superfinales 3000 meter vrouwen / mannen
- Finale 3000 meter relay vrouwen
- Finale 5000 meter relay mannen

### Situatie 2015 t/m 2022
Dag 1
- Heats 1500 meter vrouwen / mannen
- Heats 500 meter vrouwen / mannen
- Heats 1000 meter vrouwen / mannen

Dag 2
- Halve finales 1500 meter vrouwen / mannen
- Finale 1500 meter vrouwen / mannen
- Kwartfinales 500 meter vrouwen / mannen
- Halve finales 500 meter vrouwen / mannen
- Finale 500 meter vrouwen / mannen
- Halve finales 3000 meter relay vrouwen
- Halve finales 5000 meter relay mannen

Dag 3
- Kwartfinales 1000 meter vrouwen / mannen
- Halve finales 1000 meter vrouwen / mannen
- Finale 1000 meter vrouwen / mannen
- Superfinales 3000 meter vrouwen / mannen
- Finale 3000 meter relay vrouwen
- Finale 5000 meter relay mannen

### Situatie 2023
Dag 1
- Heats

Dag 2
- 1500 en 500 meter, halve finales relay

Dag 3
- 1000 meter, finales relay

## Deelname
Elk land mag twee deelnemers per categorie (vrouwen + mannen) afvaardigen naar het wereldkampioenschap. Indien een land meer dan één rijder bij de top 16 van het vorige kampioenschap had, mogen drie rijders in een categorie worden ingeschreven. De top zeven van het officiële aflossingsklassement heeft recht op deelname aan de aflossingswedstrijd. Als de drie tijdsnelste teams van de wereldbeker niet bij deze zeven teams zitten, worden de laagst geplaatste teams vervangen door deze drie teams. Het organiserende team is automatisch geplaatst, zodat een totaal van acht teams deelneemt. Rijders die deelnemen in het aflossingsteam van een land dienen ook deel te nemen in de individuele wedstrijd. Landen die zich inschrijven voor de aflossing kunnen hierdoor maar vijf deelnemers per categorie inschrijven: alle deelnemers voor de individuele wedstrijd plus een reserve.

## Medaillewinnaars

### Mannen eindklassement
| Jaar                                                 | Plaats              | Goud                                                  | Zilver                                                | Brons                                                 |
| World Short Track Speed Skating Competition          |                     |                                                       |                                                       |                                                       |
| 1976                                                 | Champaign           | Alan Rattray                                          | Gaétan Boucher                                        | André Chabrerie                                       |
| 1977                                                 | Grenoble            | Gaétan Boucher                                        | Craig Kressler                                        | Hiroshi Toda                                          |
| ISU Short Track Speed Skating Championships          |                     |                                                       |                                                       |                                                       |
| 1978                                                 | Solihull            | James Lynch                                           | Harry Spragg                                          | Alan Rattray                                          |
| 1979                                                 | Quebec              | Hiroshi Toda                                          | Louis Baril                                           | Nick Thometz                                          |
| 1980                                                 | Milaan              | Gaétan Boucher                                        | Louis Grenier                                         | Marc Bella                                            |
| World Short Track Speed Skating Championships        |                     |                                                       |                                                       |                                                       |
| 1981                                                 | Meudon              | Benoît Baril                                          | Gaétan Boucher                                        | Michael Richmond                                      |
| 1982                                                 | Moncton             | Guy Daignault                                         | Gaétan Boucher                                        | Louis Grenier                                         |
| 1983                                                 | Tokio               | Louis Grenier                                         | Michel Delisle                                        | Guy Daignault                                         |
| 1984                                                 | Peterborough        | Guy Daignault                                         | Tatsuyoshi Ishihara                                   | Michel Daignault                                      |
| World Indoor Short Track Speed Skating Championships |                     |                                                       |                                                       |                                                       |
| 1985                                                 | Amsterdam           | Toshinobu Kawai                                       | Tatsuyoshi Ishihara                                   | Louis Grenier                                         |
| 1986                                                 | Chamonix-Mont-Blanc | Tatsuyoshi Ishihara                                   | Guy Daignault                                         | Robert Dubreuil                                       |
| 1987                                                 | Montreal            | Michel Daignault Toshinobu Kawai                      |                                                       | Charles Veldhoven                                     |
| 1988                                                 | St. Louis           | Peter van der Velde                                   | Richard Suijten                                       | Tatsuyoshi Ishihara                                   |
| World Short Track Speed Skating Championships        |                     |                                                       |                                                       |                                                       |
| 1989                                                 | Solihull            | Michel Daignault                                      | Kim Ki-hoon                                           | Mark Lackie                                           |
| 1990                                                 | Amsterdam           | Lee Joon-ho                                           | Yuichi Akasaka Wilfred O'Reilly                       |                                                       |
| 1991                                                 | Sydney              | Wilfred O'Reilly                                      | Kim Ki-hoon                                           | Lee Joon-ho                                           |
| 1992                                                 | Denver              | Kim Ki-hoon                                           | Mo Ji-soo                                             | Lee Joon-ho                                           |
| 1993                                                 | Peking              | Marc Gagnon                                           | Sylvain Gagnon                                        | Chae Ji-hoon                                          |
| 1994                                                 | Guildford           | Marc Gagnon                                           | Frederic Blackburn                                    | Chae Ji-hoon                                          |
| 1995                                                 | Gjøvik              | Chae Ji-hoon                                          | Marc Gagnon                                           | Song Jae-kun                                          |
| 1996                                                 | Den Haag            | Marc Gagnon                                           | Chae Ji-hoon                                          | Orazio Fagone                                         |
| 1997                                                 | Nagano              | Kim Dong-sung                                         | Marc Gagnon                                           | Saturo Terao                                          |
| 1998                                                 | Wenen               | Marc Gagnon                                           | Fabio Carta                                           | Kim Dong-sung                                         |
| 1999                                                 | Sofia               | Li JiaJun                                             | Satoru Terao                                          | Fabio Carta                                           |
| 2000                                                 | Sheffield           | Min Ryoung                                            | Éric Bédard                                           | Li JiaJun                                             |
| 2001                                                 | Jeonju              | Li JiaJun                                             | Apolo Anton Ohno                                      | Marc Gagnon                                           |
| 2002                                                 | Montreal            | Kim Dong-sung                                         | Ahn Hyun-soo                                          | Fabio Carta                                           |
| 2003                                                 | Warschau            | Ahn Hyun-soo                                          | Li JiaJun                                             | Song Suk-woo                                          |
| 2004                                                 | Göteborg            | Ahn Hyun-soo                                          | Song Suk-woo                                          | Li JiaJun                                             |
| 2005                                                 | Peking              | Ahn Hyun-soo                                          | Apolo Anton Ohno                                      | François-Louis Tremblay                               |
| 2006                                                 | Minneapolis         | Ahn Hyun-soo                                          | Lee Ho-suk                                            | François-Louis Tremblay                               |
| 2007                                                 | Milaan              | Ahn Hyun-soo                                          | Charles Hamelin                                       | Apolo Anton Ohno                                      |
| 2008                                                 | Gangneung           | Apolo Anton Ohno                                      | Lee Ho-suk                                            | Song Kyung-taek                                       |
| 2009                                                 | Wenen               | Lee Ho-suk                                            | John Robert Celski                                    | Charles Hamelin                                       |
| 2010                                                 | Sofia               | Lee Ho-suk                                            | Kwak Yoon-gy                                          | Liang Wenhao                                          |
| 2011                                                 | Sheffield           | Noh Jin-kyu                                           | Charles Hamelin                                       | Liang Wenhao                                          |
| 2012                                                 | Shanghai            | Kwak Yoon-gy                                          | Noh Jin-kyu                                           | Olivier Jean                                          |
| 2013                                                 | Debrecen            | Sin Da-woon                                           | Kim Yun-jae                                           | Charles Hamelin                                       |
| 2014                                                 | Montreal            | Viktor An                                             | John Robert Celski                                    | Charles Hamelin                                       |
| 2015                                                 | Moskou              | Sjinkie Knegt                                         | Park Se-yeong                                         | Wu Dajing                                             |
| 2016                                                 | Seoel               | Han Tianyu                                            | Charles Hamelin                                       | Sandor Shaolin Liu                                    |
| 2017                                                 | Rotterdam           | Seo Yi-ra                                             | Sjinkie Knegt                                         | Samuel Girard                                         |
| 2018                                                 | Montreal            | Charles Hamelin                                       | Shaolin Sándor Liu                                    | Hwang Dae-heon                                        |
| 2019                                                 | Sofia               | Lim Hyo-jun                                           | Hwang Dae-heon                                        | Semjon Jelistratov                                    |
| 2020                                                 | Seoel               | Afgelast in verband met de coronacrisis in Zuid-Korea | Afgelast in verband met de coronacrisis in Zuid-Korea | Afgelast in verband met de coronacrisis in Zuid-Korea |
| 2021                                                 | Dordrecht           | Shaoang Liu                                           | Shaolin Sándor Liu                                    | Semjon Jelistratov                                    |
| 2022                                                 | Montreal            | Shaoang Liu                                           | Pascal Dion                                           | Lee June-seo                                          |
| 2023                                                 | Seoel               | Allroundtitel afgeschaft                              | Allroundtitel afgeschaft                              | Allroundtitel afgeschaft                              |

* N.B. Ahn Hyun-soo (KOR) en Viktor An (RUS) is een en dezelfde persoon.

### Mannen 500 meter
| Jaar | Plaats      | Goud                                                  | Zilver                                                | Brons                                                 |
| 2001 | Jeonju      | Li JiaJun                                             | Jonathan Guilmette                                    | Maurizio Carnino                                      |
| 2002 | Montreal    | Kim Dong-sung                                         | Fabio Carta                                           | Ron Biondo                                            |
| 2003 | Warschau    | Li JiaJun                                             | Li Ye                                                 | Song Suk-woo                                          |
| 2004 | Göteborg    | Song Suk-woo                                          | Li Haonan                                             | Li Ye                                                 |
| 2005 | Peking      | François-Louis Tremblay                               | Charles Hamelin                                       | Ahn Hyun-soo                                          |
| 2006 | Minneapolis | François-Louis Tremblay                               | Li Haonan                                             | Lee Ho-suk                                            |
| 2007 | Milaan      | Charles Hamelin                                       | François-Louis Tremblay                               | Ahn Hyun-soo                                          |
| 2008 | Gangneung   | Apolo Anton Ohno                                      | Charles Hamelin                                       | Song Kyung-taek                                       |
| 2009 | Wenen       | Charles Hamelin                                       | Kwak Yoon-gy                                          | Olivier Jean                                          |
| 2010 | Sofia       | Liang Wenhao                                          | François Hamelin                                      | François-Louis Tremblay                               |
| 2011 | Sheffield   | Simon Cho                                             | Olivier Jean                                          | Liang Wenhao                                          |
| 2012 | Shanghai    | Olivier Jean                                          | Charles Hamelin                                       | Kwak Yoon-gy                                          |
| 2013 | Debrecen    | Liang Wenhao                                          | Viktor An                                             | Freek van der Wart                                    |
| 2014 | Montreal    | Wu Dajing                                             | John Robert Celski                                    | Charles Hamelin                                       |
| 2015 | Moskou      | Wu Dajing                                             | Shaolin Sándor Liu                                    | Han Tianyu                                            |
| 2016 | Seoel       | Shaolin Sándor Liu                                    | Wu Dajing                                             | Shaoang Liu                                           |
| 2017 | Rotterdam   | Sjinkie Knegt                                         | Wu Dajing                                             | Seo Yi-ra                                             |
| 2018 | Montreal    | Hwang Dae-heon                                        | Ren Ziwei                                             | Semjon Jelistratov                                    |
| 2019 | Sofia       | Hwang Dae-heon                                        | Wu Dajing                                             | Ren Ziwei                                             |
| 2020 | Seoel       | Afgelast in verband met de coronacrisis in Zuid-Korea | Afgelast in verband met de coronacrisis in Zuid-Korea | Afgelast in verband met de coronacrisis in Zuid-Korea |
| 2021 | Dordrecht   | Shaoang Liu                                           | Semjon Jelistratov                                    | Pietro Sighel                                         |
| 2022 | Montreal    | Shaoang Liu                                           | Quentin Fercoq                                        | Stijn Desmet                                          |
| 2023 | Seoel       | Pietro Sighel                                         | Steven Dubois                                         | Jens van 't Wout                                      |
| 2024 | Rotterdam   | Lim Hyo-jun                                           | Denis Nikisja                                         | Jordan Pierre-Gilles                                  |
| 2025 | Peking      | Steven Dubois                                         | Denis Nikisja                                         | Jens van 't Wout                                      |

### Mannen 1000 meter
| Jaar | Plaats      | Goud                                                  | Zilver                                                | Brons                                                 |
| 2001 | Jeonju      | Li JiaJun                                             | Apolo Anton Ohno                                      | Min Ryoung                                            |
| 2002 | Montreal    | Kim Dong-sung                                         | Ahn Hyun-soo                                          | Éric Bédard                                           |
| 2003 | Warschau    | Li JiaJun                                             | Ahn Hyun-soo                                          | Jean-François Monette                                 |
| 2004 | Göteborg    | Ahn Hyun-soo                                          | Li JiaJun                                             | Fabio Carta                                           |
| 2005 | Peking      | Apolo Anton Ohno                                      | Ahn Hyun-soo                                          | Li JiaJun                                             |
| 2006 | Minneapolis | Ahn Hyun-soo                                          | Lee Ho-suk                                            | Charles Hamelin                                       |
| 2007 | Milaan      | Ahn Hyun-soo                                          | Charles Hamelin                                       | Apolo Anton Ohno                                      |
| 2008 | Gangneung   | Lee Ho-suk                                            | Apolo Anton Ohno                                      | Song Kyung-taek                                       |
| 2009 | Wenen       | Lee Ho-suk                                            | Apolo Anton Ohno                                      | John Robert Celski                                    |
| 2010 | Sofia       | Lee Ho-suk                                            | Kwak Yoon-gy                                          | John Robert Celski                                    |
| 2011 | Sheffield   | Noh Jin-kyu                                           | Charles Hamelin                                       | Liang Wenhao                                          |
| 2012 | Shanghai    | Kwak Yoon-gy                                          | Noh Jin-kyu                                           | Charles Hamelin                                       |
| 2013 | Debrecen    | Sin Da-woon                                           | Sjinkie Knegt                                         | Charles Hamelin                                       |
| 2014 | Montreal    | Viktor An                                             | Sjinkie Knegt                                         | Park Se-yeong                                         |
| 2015 | Moskou      | Park Se-yeong                                         | Charles Hamelin                                       | Shi Jingnan                                           |
| 2016 | Seoel       | Charles Hamelin                                       | Samuel Girard                                         | Wu Dajing                                             |
| 2017 | Rotterdam   | Seo Yi-ra                                             | Shaoang Liu                                           | Charles Hamelin                                       |
| 2018 | Montreal    | Charles Hamelin                                       | Lim Hyo-jun                                           | Sjinkie Knegt                                         |
| 2019 | Sofia       | Lim Hyo-jun                                           | Hwang Dae-heon                                        | Semjon Jelistratov                                    |
| 2020 | Seoel       | Afgelast in verband met de coronacrisis in Zuid-Korea | Afgelast in verband met de coronacrisis in Zuid-Korea | Afgelast in verband met de coronacrisis in Zuid-Korea |
| 2021 | Dordrecht   | Shaolin Sándor Liu                                    | Shaoang Liu                                           | Pietro Sighel                                         |
| 2022 | Montreal    | Shaoang Liu                                           | Lee June-seo                                          | Kwak Yoon-gy                                          |
| 2023 | Seoel       | Park Ji-woo                                           | Stijn Desmet                                          | Steven Dubois                                         |
| 2024 | Rotterdam   | William Dandjinou                                     | Pietro Sighel                                         | Luca Spechenhauser                                    |
| 2025 | Peking      | Steven Dubois                                         | William Dandjinou                                     | Pietro Sighel                                         |

### Mannen 1500 meter
| Jaar | Plaats      | Goud                                                  | Zilver                                                | Brons                                                 |
| 2001 | Jeonju      | Marc Gagnon                                           | Min Ryoung Satoru Terao                               |                                                       |
| 2002 | Montreal    | Kim Dong-sung                                         | Jonathan Guilmette                                    | Rusty Smith                                           |
| 2003 | Warschau    | Ahn Hyun-soo                                          | Song Suk-woo                                          | Lee Seung-jae                                         |
| 2004 | Göteborg    | Ahn Hyun-soo                                          | Jonathan Guilmette                                    | Song Suk-woo                                          |
| 2005 | Peking      | Ahn Hyun-soo                                          | François-Louis Tremblay                               | Lee Seung-hoon                                        |
| 2006 | Minneapolis | Ahn Hyun-soo                                          | Lee Ho-suk                                            | Oh Se-jong                                            |
| 2007 | Milaan      | Apolo Anton Ohno                                      | Nicola Rodigari                                       | Ahn Hyun-soo                                          |
| 2008 | Gangneung   | Song Kyung-taek                                       | Lee Ho-suk                                            | Charles Leveille                                      |
| 2009 | Wenen       | Lee Ho-suk                                            | Kwak Yoon-gy                                          | John Robert Celski                                    |
| 2010 | Sofia       | Kwak Yoon-gy                                          | Sung Si-bak                                           | Lee Ho-suk                                            |
| 2011 | Sheffield   | Noh Jin-kyu                                           | Charles Hamelin                                       | Jeff Simon                                            |
| 2012 | Shanghai    | Noh Jin-kyu                                           | Kwak Yoon-gy                                          | Sin Da-woon                                           |
| 2013 | Debrecen    | Sin Da-woon                                           | Kim Yun-jae                                           | Charles Hamelin                                       |
| 2014 | Montreal    | Charles Hamelin                                       | Han Tianyu                                            | Park Se-yeong                                         |
| 2015 | Moskou      | Semjon Jelistratov                                    | Sjinkie Knegt                                         | Charles Hamelin                                       |
| 2016 | Seoel       | Han Tianyu                                            | Shaoang Liu                                           | Park Se-yeong                                         |
| 2017 | Rotterdam   | Sin Da-woon                                           | Samuel Girard                                         | Viktor An                                             |
| 2018 | Montreal    | Charles Hamelin                                       | Lim Hyo-jun                                           | Semjon Jelistratov                                    |
| 2019 | Sofia       | Lim Hyo-jun                                           | Samuel Girard                                         | Lee June-seo                                          |
| 2020 | Seoel       | Afgelast in verband met de coronacrisis in Zuid-Korea | Afgelast in verband met de coronacrisis in Zuid-Korea | Afgelast in verband met de coronacrisis in Zuid-Korea |
| 2021 | Dordrecht   | Charles Hamelin                                       | Itzhak de Laat                                        | Semjon Jelistratov                                    |
| 2022 | Montreal    | Shaoang Liu                                           | Pascal Dion                                           | Stijn Desmet                                          |
| 2023 | Seoel       | Park Ji-woo                                           | Pietro Sighel                                         | Pascal Dion                                           |
| 2024 | Rotterdam   | Sun Long                                              | Jens van 't Wout                                      | Brendan Corey                                         |
| 2025 | Peking      | William Dandjinou                                     | Stijn Desmet                                          | Liu Shaoang                                           |

### Mannen aflossing
| Jaar | Plaats              | Goud                                                  | Zilver                                                | Brons                                                 |
| 1976 | Champaign           | 1 Verenigd Koninkrijk 2 Verenigde Staten              | Verenigde Staten Verenigd Koninkrijk                  | België                                                |
| 1977 | Grenoble            | Verenigd Koninkrijk                                   | Canada                                                | Japan                                                 |
| 1978 | Solihull            | Verenigd Koninkrijk                                   | Australië                                             |                                                       |
| 1979 | Quebec              | Canada                                                | Australië                                             | Verenigd Koninkrijk                                   |
| 1980 | Milaan              | Canada                                                | Australië                                             | Japan                                                 |
| 1981 | Meudon              | Canada                                                | Verenigd Koninkrijk                                   | Japan                                                 |
| 1982 | Moncton             | Canada                                                | Nederland                                             | Verenigde Staten                                      |
| 1983 | Tokio               | Canada                                                | Australië                                             | Japan                                                 |
| 1984 | Peterborough        | Canada                                                | Verenigd Koninkrijk                                   | Nederland                                             |
| 1985 | Amsterdam           | Japan                                                 | Canada                                                | Verenigd Koninkrijk                                   |
| 1986 | Chamonix-Mont-Blanc | Nederland                                             | Canada                                                | Japan                                                 |
| 1987 | Montreal            | Nederland                                             | Italië                                                | Verenigde Staten                                      |
| 1988 | St. Louis           | Italië                                                | Nederland                                             | Zuid-Korea                                            |
| 1989 | Solihull            | Nederland                                             | Canada                                                | Zuid-Korea                                            |
| 1990 | Amsterdam           | Nederland                                             | Canada                                                | België                                                |
| 1991 | Sydney              | Australië                                             | Nieuw-Zeeland                                         | Verenigd Koninkrijk                                   |
| 1992 | Denver              | Japan                                                 | Verenigd Koninkrijk                                   | Frankrijk                                             |
| 1993 | Peking              | Nieuw-Zeeland                                         | Italië                                                | Australië                                             |
| 1994 | Guildford           | Japan                                                 | Australië                                             | Canada                                                |
| 1995 | Gjøvik              | Canada                                                | Italië                                                | Japan                                                 |
| 1996 | Den Haag            | Italië                                                | Canada                                                | Zuid-Korea                                            |
| 1997 | Nagano              | Zuid-Korea                                            | Canada                                                | Italië                                                |
| 1998 | Wenen               | Canada                                                | Zuid-Korea                                            | China                                                 |
| 1999 | Sofia               | China                                                 | Zuid-Korea                                            | Canada                                                |
| 2000 | Sheffield           | China                                                 | Japan                                                 | Italië                                                |
| 2001 | Jeonju              | Verenigde Staten                                      | Canada                                                | China                                                 |
| 2002 | Montreal            | Zuid-Korea                                            | Canada                                                | China                                                 |
| 2003 | Warschau            | Zuid-Korea                                            | Canada                                                | China                                                 |
| 2004 | Göteborg            | Zuid-Korea                                            | China                                                 | Italië                                                |
| 2005 | Peking              | Canada                                                | Zuid-Korea                                            | Verenigde Staten                                      |
| 2006 | Minneapolis         | Canada                                                | China                                                 | Verenigde Staten                                      |
| 2007 | Milaan              | Zuid-Korea                                            | Canada                                                | Verenigde Staten                                      |
| 2008 | Gangneung           | Zuid-Korea                                            | Canada                                                | Verenigd Koninkrijk                                   |
| 2009 | Wenen               | Verenigde Staten                                      | China                                                 | Japan                                                 |
| 2010 | Sofia               | Zuid-Korea                                            | Verenigde Staten                                      | Duitsland                                             |
| 2011 | Sheffield           | Canada                                                | Duitsland                                             | Verenigde Staten                                      |
| 2012 | Shanghai            | Canada                                                | Nederland                                             | Zuid-Korea                                            |
| 2013 | Debrecen            | Canada                                                | Rusland                                               | Nederland                                             |
| 2014 | Montreal            | Nederland                                             | Zuid-Korea                                            | Verenigd Koninkrijk                                   |
| 2015 | Moskou              | China                                                 | Hongarije                                             | Nederland                                             |
| 2016 | Seoel               | China                                                 | Canada                                                | Zuid-Korea                                            |
| 2017 | Rotterdam           | Nederland                                             | China                                                 | Hongarije                                             |
| 2018 | Montreal            | Zuid-Korea                                            | Canada                                                | Japan                                                 |
| 2019 | Sofia               | Zuid-Korea                                            | China                                                 | Hongarije                                             |
| 2020 | Seoel               | Afgelast in verband met de coronacrisis in Zuid-Korea | Afgelast in verband met de coronacrisis in Zuid-Korea | Afgelast in verband met de coronacrisis in Zuid-Korea |
| 2021 | Dordrecht           | Nederland                                             | Hongarije                                             | Italië                                                |
| 2022 | Montreal            | Zuid-Korea                                            | Nederland                                             | Canada                                                |
| 2023 | Seoel               | China                                                 | Italië                                                | Zuid-Korea                                            |
| 2024 | Rotterdam           | China                                                 | Zuid-Korea                                            | Polen                                                 |
| 2025 | Peking              | Canada                                                | China                                                 | Zuid-Korea                                            |

1. 3000 meter, 2. 5000 meter.

### Vrouwen eindklassement
| Jaar                                                 | Plaats              | Goud                                                  | Zilver                                                | Brons                                                 |
| World Short Track Speed Skating Competition          |                     |                                                       |                                                       |                                                       |
| 1976                                                 | Champaign           | Celeste Chlapaty                                      | Kathy Vogt                                            | Peggy Hartrich                                        |
| 1977                                                 | Grenoble            | Brenda Webster                                        | Kathy Vogt                                            | Valie Reimann                                         |
| ISU Short Track Speed Skating Championships          |                     |                                                       |                                                       |                                                       |
| 1978                                                 | Solihull            | Sarah Docter                                          | Miyoshi Kato                                          | Patty Lyman                                           |
| 1979                                                 | Quebec              | Sylvie Daigle                                         | Cathy Turnbull                                        | Miyoshi Kato                                          |
| 1980                                                 | Milaan              | Miyoshi Kato                                          | Mika Kato                                             | Cathy Turnbull                                        |
| World Short Track Speed Skating Championships        |                     |                                                       |                                                       |                                                       |
| 1981                                                 | Meudon              | Miyoshi Kato                                          | Mika Kato                                             | Louise Begin                                          |
| 1982                                                 | Moncton             | Maryse Perreault                                      | Louise Begin                                          | Sylvie Daigle                                         |
| 1983                                                 | Tokio               | Sylvie Daigle                                         | Mika Kato                                             | Miyoshi Kato                                          |
| 1984                                                 | Peterborough        | Mariko Kinoshita                                      | Sylvie Daigle                                         | Nathalie Lambert Bonnie Blair                         |
| World Indoor Short Track Speed Skating Championships |                     |                                                       |                                                       |                                                       |
| 1985                                                 | Amsterdam           | Eiko Shishii                                          | Bonnie Blair                                          | Nathalie Lambert                                      |
| 1986                                                 | Chamonix-Mont-Blanc | Bonnie Blair                                          | Annie Perreault                                       | Nathalie Lambert                                      |
| 1987                                                 | Montreal            | Eiko Shishii                                          | Nathalie Lambert                                      | Mariko Kinoshita                                      |
| 1988                                                 | St. Louis           | Sylvie Daigle                                         | Yumiko Yamada                                         | Eiko Shishii                                          |
| World Short Track Speed Skating Championships        |                     |                                                       |                                                       |                                                       |
| 1989                                                 | Solihull            | Sylvie Daigle                                         | Maryse Perreault                                      | Quo Hongru                                            |
| 1990                                                 | Amsterdam           | Sylvie Daigle                                         | Joëlle van Koetsveld van Ankeren                      | Eden Donatelli                                        |
| 1991                                                 | Sydney              | Nathalie Lambert                                      | Sylvie Daigle                                         | Yamei Zhang                                           |
| 1992                                                 | Denver              | Kim So-hee                                            | Li Yan                                                | Nobuku Yamada                                         |
| 1993                                                 | Peking              | Nathalie Lambert                                      | Chun Lee-kyung                                        | Zhang Yanmei                                          |
| 1994                                                 | Guildford           | Nathalie Lambert                                      | Kim So-hee                                            | Kim Ryang-hee                                         |
| 1995                                                 | Gjøvik              | Chun Lee-kyung                                        | Wang Chunlu                                           | Kim Yoon-mi                                           |
| 1996                                                 | Den Haag            | Chun Lee-kyung                                        | Won Hye-kyung                                         | Isabelle Charest                                      |
| 1997                                                 | Nagano              | Chun Lee-kyung Yang Yang (A)                          |                                                       | Won Hye-kyung                                         |
| 1998                                                 | Wenen               | Yang Yang (A)                                         | Chun Lee-kyung Wang Chunlu                            |                                                       |
| 1999                                                 | Sofia               | Yang Yang (A)                                         | Yang Yang (S)                                         | Kim Moon-jung                                         |
| 2000                                                 | Sheffield           | Yang Yang (A)                                         | An Sang-mi                                            | Yang Yang (S)                                         |
| 2001                                                 | Jeonju              | Yang Yang (A)                                         | Wang Chunlu                                           | Evgenja Radanova                                      |
| 2002                                                 | Montreal            | Yang Yang (A)                                         | Ko Gi-hyun                                            | Evgenja Radanova                                      |
| 2003                                                 | Warschau            | Choi Eun-kyung                                        | Yang Yang (A)                                         | Kim Min-jee                                           |
| 2004                                                 | Göteborg            | Choi Eun-kyung                                        | Wang Meng                                             | Byun Chun-sa                                          |
| 2005                                                 | Peking              | Jin Sun-yu                                            | Choi Eun-kyung                                        | Kang Yun-mi                                           |
| 2006                                                 | Minneapolis         | Jin Sun-yu                                            | Wang Meng                                             | Kalyna Roberge                                        |
| 2007                                                 | Milaan              | Jin Sun-yu                                            | Jung Eun-ju                                           | Kalyna Roberge                                        |
| 2008                                                 | Gangneung           | Wang Meng                                             | Zhou Yang                                             | Yang Shin-young                                       |
| 2009                                                 | Wenen               | Wang Meng                                             | Kim Min-jung                                          | Zhou Yang                                             |
| 2010                                                 | Sofia               | Park Seung-hi                                         | Wang Meng                                             | Cho Ha-ri                                             |
| 2011                                                 | Sheffield           | Cho Ha-ri                                             | Katherine Reutter                                     | Arianna Fontana                                       |
| 2012                                                 | Shanghai            | Li Jianrou                                            | Valérie Maltais                                       | Arianna Fontana                                       |
| 2013                                                 | Debrecen            | Wang Meng                                             | Park Seung-hi                                         | Shim Suk-hee                                          |
| 2014                                                 | Montreal            | Shim Suk-hee                                          | Park Seung-hi                                         | Valérie Maltais                                       |
| 2015                                                 | Moskou              | Choi Min-jeong                                        | Arianna Fontana                                       | Shim Suk-hee                                          |
| 2016                                                 | Seoel               | Choi Min-jeong                                        | Marianne St-Gelais                                    | Elise Christie                                        |
| 2017                                                 | Rotterdam           | Elise Christie                                        | Marianne St-Gelais                                    | Shim Suk-hee                                          |
| 2018                                                 | Montreal            | Choi Min-jeong                                        | Shim Suk-hee                                          | Li Jinyu                                              |
| 2019                                                 | Sofia               | Suzanne Schulting                                     | Choi Min-jeong                                        | Kim Boutin                                            |
| 2020                                                 | Seoel               | Afgelast in verband met de coronacrisis in Zuid-Korea | Afgelast in verband met de coronacrisis in Zuid-Korea | Afgelast in verband met de coronacrisis in Zuid-Korea |
| 2021                                                 | Dordrecht           | Suzanne Schulting                                     | Courtney Sarault                                      | Arianna Fontana                                       |
| 2022                                                 | Montreal            | Choi Min-jeong                                        | Kim Boutin                                            | Xandra Velzeboer                                      |
| 2023                                                 | Seoel               | Allroundtitel afgeschaft                              | Allroundtitel afgeschaft                              | Allroundtitel afgeschaft                              |

### Vrouwen 500 meter
| Jaar | Plaats      | Goud                                                  | Zilver                                                | Brons                                                 |
| 2001 | Jeonju      | Wang Chunlu                                           | Yang Yang (A)                                         | Yang Yang (S)                                         |
| 2002 | Montreal    | Yang Yang (A)                                         | Evgenja Radanova                                      | Wang Chunlu                                           |
| 2003 | Warschau    | Yang Yang (A)                                         | Amélie Goulet-Nadon                                   | Fu Tianyu                                             |
| 2004 | Göteborg    | Wang Meng                                             | Marta Capurso                                         | Choi Eun-kyung                                        |
| 2005 | Peking      | Yang Yang (A)                                         | Wang Meng                                             | Fu Tianyu                                             |
| 2006 | Minneapolis | Wang Meng                                             | Fu Tianyu                                             | Kalyna Roberge                                        |
| 2007 | Milaan      | Kalyna Roberge                                        | Arianna Fontana                                       | Jung Eun-ju                                           |
| 2008 | Gangneung   | Wang Meng                                             | Liu Qiuhong                                           | Kalyna Roberge                                        |
| 2009 | Wenen       | Wang Meng                                             | Liu Qiuhong                                           | Jessica Gregg                                         |
| 2010 | Sofia       | Wang Meng                                             | Kalyna Roberge                                        | Marianne St-Gelais                                    |
| 2011 | Sheffield   | Fan Kexin                                             | Arianna Fontana                                       | Liu Qiuhong                                           |
| 2012 | Shanghai    | Fan Kexin                                             | Arianna Fontana                                       | Lana Gehring                                          |
| 2013 | Debrecen    | Wang Meng                                             | Park Seung-hi                                         | Fan Kexin                                             |
| 2014 | Montreal    | Park Seung-hi                                         | Elise Christie                                        | Fan Kexin                                             |
| 2015 | Moskou      | Fan Kexin                                             | Elise Christie                                        | Arianna Fontana                                       |
| 2016 | Seoel       | Fan Kexin                                             | Marianne St-Gelais                                    | Qu Chunyu                                             |
| 2017 | Rotterdam   | Fan Kexin                                             | Marianne St-Gelais                                    | Kim Ji Yoo                                            |
| 2018 | Montreal    | Choi Min-jeong                                        | Natalia Maliszewska                                   | Qu Chunyu                                             |
| 2019 | Sofia       | Lara van Ruijven                                      | Fan Kexin                                             | Suzanne Schulting                                     |
| 2020 | Seoel       | Afgelast in verband met de coronacrisis in Zuid-Korea | Afgelast in verband met de coronacrisis in Zuid-Korea | Afgelast in verband met de coronacrisis in Zuid-Korea |
| 2021 | Dordrecht   | Suzanne Schulting                                     | Arianna Fontana                                       | Selma Poutsma                                         |
| 2022 | Montreal    | Xandra Velzeboer                                      | Kim Boutin                                            | Yara van Kerkhof                                      |
| 2023 | Seoel       | Xandra Velzeboer                                      | Suzanne Schulting                                     | Selma Poutsma                                         |
| 2024 | Rotterdam   | Kim Boutin                                            | Xandra Velzeboer                                      | Kristen Santos-Griswold                               |
| 2025 | Peking      | Xandra Velzeboer                                      | Rikki Doak                                            | Natalia Maliszewska                                   |

### Vrouwen 1000 meter
| Jaar | Plaats      | Goud                                                  | Zilver                                                | Brons                                                 |
| 2001 | Jeonju      | Yang Yang (A)                                         | Wang Chunlu                                           | Yang Yang (S)                                         |
| 2002 | Montreal    | Yang Yang (A)                                         | Ko Gi-hyun                                            | Evgenja Radanova                                      |
| 2003 | Warschau    | Evgenja Radanova                                      | Choi Eun-kyung                                        | Yang Yang (A)                                         |
| 2004 | Göteborg    | Choi Eun-kyung                                        | Byun Chun-sa                                          | Fu Tianyu                                             |
| 2005 | Peking      | Choi Eun-kyung                                        | Jin Sun-yu                                            | Wang Meng                                             |
| 2006 | Minneapolis | Jin Sun-yu                                            | Wang Meng                                             | Kalyna Roberge                                        |
| 2007 | Milaan      | Jin Sun-yu                                            | Jung Eun-ju                                           | Zhou Yang                                             |
| 2008 | Gangneung   | Wang Meng                                             | Zhou Yang                                             | Kalyna Roberge                                        |
| 2009 | Wenen       | Wang Meng                                             | Kim Min-jung                                          | Shin Sae-bom                                          |
| 2010 | Sofia       | Wang Meng                                             | Cho Ha-ri                                             | Katherine Reutter                                     |
| 2011 | Sheffield   | Cho Ha-ri                                             | Arianna Fontana                                       | Katherine Reutter                                     |
| 2012 | Shanghai    | Cho Ha-ri                                             | Li Jianrou                                            | Valérie Maltais                                       |
| 2013 | Debrecen    | Wang Meng                                             | Jorien ter Mors                                       | Elise Christie                                        |
| 2014 | Montreal    | Shim Suk-hee                                          | Park Seung-hi                                         | Valérie Maltais                                       |
| 2015 | Moskou      | Choi Min-jeong                                        | Elise Christie                                        | Arianna Fontana                                       |
| 2016 | Seoel       | Choi Min-jeong                                        | Elise Christie                                        | Kasandra Bradette                                     |
| 2017 | Rotterdam   | Elise Christie                                        | Marianne St-Gelais                                    | Suzanne Schulting                                     |
| 2018 | Montreal    | Shim Suk-hee                                          | Sofia Prosvirnova                                     | Li Jinyu                                              |
| 2019 | Sofia       | Suzanne Schulting                                     | Choi Min-jeong                                        | Kim Boutin                                            |
| 2020 | Seoel       | Afgelast in verband met de coronacrisis in Zuid-Korea | Afgelast in verband met de coronacrisis in Zuid-Korea | Afgelast in verband met de coronacrisis in Zuid-Korea |
| 2021 | Dordrecht   | Suzanne Schulting                                     | Hanne Desmet                                          | Courtney Sarault                                      |
| 2022 | Montreal    | Choi Min-jeong                                        | Kim Boutin                                            | Xandra Velzeboer                                      |
| 2023 | Seoel       | Xandra Velzeboer                                      | Choi Min-jeong                                        | Courtney Sarault                                      |
| 2024 | Rotterdam   | Kristen Santos-Griswold                               | Kim Gilli                                             | Arianna Fontana                                       |
| 2025 | Peking      | Hanne Desmet                                          | Courtney Sarault                                      | Xandra Velzeboer                                      |

### Vrouwen 1500 meter
| Jaar | Plaats      | Goud                                                  | Zilver                                                | Brons                                                 |
| 2001 | Jeonju      | Yang Yang (A)                                         | Evgenja Radanova                                      | Marie-Ève Drolet                                      |
| 2002 | Montreal    | Yang Yang (A)                                         | Ko Gi-hyun                                            | Amélie Goulet-Nadon                                   |
| 2003 | Warschau    | Choi Eun-kyung                                        | Kim Min-jee                                           | Yang Yang (A)                                         |
| 2004 | Göteborg    | Choi Eun-kyung                                        | Wang Meng                                             | Alanna Kraus                                          |
| 2005 | Peking      | Jin Sun-yu                                            | Kang Yun-mi                                           | Wang Meng                                             |
| 2006 | Minneapolis | Jin Sun-yu                                            | Wang Meng                                             | Choi Eun-kyung                                        |
| 2007 | Milaan      | Jung Eun-ju                                           | Jin Sun-yu                                            | Byun Chun-sa                                          |
| 2008 | Gangneung   | Wang Meng                                             | Yang Shin-young                                       | Zhou Yang                                             |
| 2009 | Wenen       | Kim Min-jung                                          | Zhou Yang                                             | Shin Sae-bom                                          |
| 2010 | Sofia       | Park Seung-hi                                         | Lee Eun-byul                                          | Cho Ha-ri                                             |
| 2011 | Sheffield   | Katherine Reutter                                     | Park Seung-hi                                         | Cho Ha-ri                                             |
| 2012 | Shanghai    | Li Jianrou                                            | Liu Qiuhong                                           | Marie-Ève Drolet                                      |
| 2013 | Debrecen    | Park Seung-hi                                         | Shim Suk-hee                                          | Marianne St-Gelais                                    |
| 2014 | Montreal    | Shim Suk-hee                                          | Kim A-lang                                            | Park Seung-hi                                         |
| 2015 | Moskou      | Arianna Fontana                                       | Shim Suk-hee                                          | Choi Min-jeong                                        |
| 2016 | Seoel       | Marianne St-Gelais                                    | Choi Min-jeong                                        | Elise Christie                                        |
| 2017 | Rotterdam   | Elise Christie                                        | Marianne St-Gelais                                    | Shim Suk-hee                                          |
| 2018 | Montreal    | Choi Min-jeong                                        | Shim Suk-hee                                          | Kim Boutin                                            |
| 2019 | Sofia       | Choi Min-jeong                                        | Kim Boutin                                            | Sofia Prosvirnova                                     |
| 2020 | Seoel       | Afgelast in verband met de coronacrisis in Zuid-Korea | Afgelast in verband met de coronacrisis in Zuid-Korea | Afgelast in verband met de coronacrisis in Zuid-Korea |
| 2021 | Dordrecht   | Suzanne Schulting                                     | Courtney Sarault                                      | Xandra Velzeboer                                      |
| 2022 | Montreal    | Choi Min-jeong                                        | Kim Boutin                                            | Seo Whi-min                                           |
| 2023 | Seoel       | Suzanne Schulting                                     | Choi Min-jeong                                        | Kim Boutin                                            |
| 2024 | Rotterdam   | Kim Gilli                                             | Kristen Santos-Griswold                               | Corinne Stoddard                                      |
| 2025 | Peking      | Choi Min-jeong                                        | Courtney Sarault                                      | Kim Gil-li                                            |

### Vrouwen aflossing
| Jaar | Plaats              | Goud                                                  | Zilver                                                | Brons                                                 |
| 1976 | Champaign           | Verenigde Staten                                      | Canada                                                |                                                       |
| 1977 | Grenoble            | Verenigde Staten                                      | Canada                                                | Japan                                                 |
| 1978 | Solihull            | Verenigde Staten                                      | Canada                                                | Japan                                                 |
| 1979 | Quebec              | Canada                                                | Verenigde Staten                                      | Japan                                                 |
| 1980 | Milaan              | Italië                                                | Japan                                                 | Verenigde Staten                                      |
| 1981 | Meudon              | Canada                                                | Verenigde Staten                                      | Verenigd Koninkrijk                                   |
| 1982 | Moncton             | Canada                                                | Japan                                                 | Australië                                             |
| 1983 | Tokio               | Canada                                                | Japan                                                 | Verenigde Staten                                      |
| 1984 | Peterborough        | Canada                                                | Japan                                                 | Verenigde Staten                                      |
| 1985 | Amsterdam           | Japan                                                 | Canada                                                | Nederland                                             |
| 1986 | Chamonix-Mont-Blanc | Canada                                                | Japan                                                 | Nederland                                             |
| 1987 | Montreal            | Canada                                                | Japan                                                 | Italië                                                |
| 1988 | St. Louis           | Canada                                                | Japan                                                 | China                                                 |
| 1989 | Solihull            | Canada                                                | Nederland                                             | Zuid-Korea                                            |
| 1990 | Amsterdam           | Canada                                                | Japan                                                 | Nederland                                             |
| 1991 | Sydney              | Canada                                                | Sovjet-Unie                                           | Italië                                                |
| 1992 | Denver              | Canada                                                | Nederland                                             | Frankrijk                                             |
| 1993 | Peking              | Canada                                                | China                                                 | Zuid-Korea                                            |
| 1994 | Guildford           | Canada                                                | China                                                 | Zuid-Korea                                            |
| 1995 | Gjøvik              | China                                                 | Zuid-Korea                                            | Canada                                                |
| 1996 | Den Haag            | Italië                                                | China                                                 | Verenigde Staten                                      |
| 1997 | Nagano              | Canada                                                | Zuid-Korea                                            | Japan                                                 |
| 1998 | Wenen               | China                                                 | Zuid-Korea                                            | Verenigde Staten                                      |
| 1999 | Sofia               | China                                                 | Italië                                                | Bulgarije                                             |
| 2000 | Sheffield           | China                                                 | Zuid-Korea                                            | Canada                                                |
| 2001 | Jeonju              | China                                                 | Zuid-Korea                                            | Bulgarije                                             |
| 2002 | Montreal            | Zuid-Korea                                            | China                                                 | Canada                                                |
| 2003 | Warschau            | Zuid-Korea                                            | China                                                 | Canada                                                |
| 2004 | Göteborg            | Zuid-Korea                                            | China                                                 | Italië                                                |
| 2005 | Peking              | Canada                                                | China                                                 | Zuid-Korea                                            |
| 2006 | Minneapolis         | China                                                 | Canada                                                | Italië                                                |
| 2007 | Milaan              | Zuid-Korea                                            | China                                                 | Canada                                                |
| 2008 | Gangneung           | Zuid-Korea                                            | Canada                                                | China                                                 |
| 2009 | Wenen               | China                                                 | Zuid-Korea                                            | Canada                                                |
| 2010 | Sofia               | Zuid-Korea                                            | Canada                                                | Verenigde Staten                                      |
| 2011 | Sheffield           | China                                                 | Nederland                                             | Canada                                                |
| 2012 | Shanghai            | China                                                 | Verenigde Staten                                      | Zuid-Korea                                            |
| 2013 | Debrecen            | China                                                 | Canada                                                | Japan                                                 |
| 2014 | Montreal            | China                                                 | Canada                                                | Italië                                                |
| 2015 | Moskou              | Zuid-Korea                                            | China                                                 | Italië                                                |
| 2016 | Seoel               | Zuid-Korea                                            | Canada                                                | Rusland                                               |
| 2017 | Rotterdam           | China                                                 | Hongarije                                             | Japan                                                 |
| 2018 | Montreal            | Zuid-Korea                                            | Nederland                                             | Canada                                                |
| 2019 | Sofia               | Zuid-Korea                                            | Rusland                                               | Canada                                                |
| 2020 | Seoel               | Afgelast in verband met de coronacrisis in Zuid-Korea | Afgelast in verband met de coronacrisis in Zuid-Korea | Afgelast in verband met de coronacrisis in Zuid-Korea |
| 2021 | Dordrecht           | Nederland                                             | Frankrijk                                             | Italië                                                |
| 2022 | Montreal            | Zuid-Korea                                            | Canada                                                | Nederland                                             |
| 2023 | Seoel               | Nederland                                             | Zuid-Korea                                            | Canada                                                |
| 2024 | Rotterdam           | Nederland                                             | Verenigde Staten                                      | Canada                                                |
| 2025 | Peking              | Canada                                                | Polen                                                 | Nederland                                             |

### Gemengde aflossing
| Jaar | Plaats    | Goud      | Zilver | Brons            |
| 2023 | Seoel     | Nederland | China  | Italië           |
| 2024 | Rotterdam | China     | Italië | Verenigde Staten |
| 2025 | Peking    | Canada    | Italië | Polen            |

Wereldkampioenschap shorttrack (individueel)

Champaign 1976 · 
Grenoble 1977 · 
Solihull 1978 · 
Quebec 1979 · 
Milaan 1980 · 
Meudon 1981 · 
Moncton 1982 · 
Tokio 1983 · 
Peterborough 1984 · 
Amsterdam 1985 · 
Chamonix 1986 · 
Montreal 1987 · 
St. Louis 1988 · 
Solihull 1989 · 
Amsterdam 1990 · 
Sydney 1991 · 
Denver 1992 · 
Peking 1993 · 
Guildford 1994 · 
Gjövik 1995 · 
Den Haag 1996 · 
Nagano 1997 · 
Wenen 1998 · 
Sofia 1999 · 
Sheffield 2000 · 
Jeonju 2001 · 
Montreal 2002 · 
Polen 2003 · 
Göteborg 2004 · 
Peking 2005 · 
Minneapolis 2006 · 
Milaan 2007 · 
Gangneung 2008 · 
Wenen 2009 · 
Sofia 2010 · 
Sheffield 2011 · 
Shanghai 2012 · 
Debrecen 2013 · 
Montreal 2014 · 
Moskou 2015 · 
Seoel 2016 · 
Rotterdam 2017 · 
Montreal 2018 ·
Sofia 2019 ·
Seoel 2020 ·
Dordrecht 2021 ·
Montreal 2022 ·
Seoel 2023 ·
Rotterdam 2024 ·
Peking 2025
Wereldkampioenschap shorttrack (teams)

Seoul 1991 · 
Nobeyama 1992 · 
Boedapest 1993 · 
Cambridge 1994 · 
Zoetermeer 1995 · 
Lake Placid 1996 · 
Seoel 1997 · 
Bormio 1998 · 
St. Louis 1999 · 
Den Haag 2000 · 
Nobeyama 2001 · 
Milwaukee 2002 · 
Boedapest 2003 · 
Sint-Petersburg 2004 · 
Chuncheon 2005 · 
Montreal 2006 · 
Boedapest 2007 · 
Harbin 2008 · 
Heerenveen 2009 · 
Bormio 2010 · 
Warschau 2011
Wereldkampioenschappen shorttrack junioren

Seoel 1994 ·
Calgary 1995 ·
Courmayeur 1996 ·
Marquette 1997 ·
Saint Louis 1998 ·
Montreal 1999 ·
Székesfehérvár 2000 ·
Warschau 2001 ·
Chuncheon 2002 ·
Boedapest 2003 ·
Peking 2004 ·
Belgrado 2005 ·
Miercurea Ciuc 2006 ·
Mladá Boleslav 2007 ·
Bozen 2008 ·
Sherbrooke 2009 ·
Taipei 2010 ·
Courmayeur 2011 ·
Melbourne 2012 ·
Warschau 2013 ·
Erzurum 2014 ·
Osaka 2015 ·
Sofia 2016 ·
Innsbruck 2017 ·
Tomaszów Mazowiecki 2018 ·
Montreal 2019 ·
Bormio 2020 ·
Salt Lake City 2021 ·
Gdańsk 2022 ·
Dresden 2023 ·
Gdańsk 2024 ·
Calgary 2025
Alpineskiën ·
Biatlon ·
Bobsleeën ·
Curling (mannen/vrouwen/gemengd/gemengddubbel) ·
Freestyleskiën ·
IJshockey ·
Kunstschaatsen ·
Langlaufen ·
Noordse combinatie ·
Rodelen ·
Schaatsen (allround mannen/allround vrouwen/sprint mannen/sprint vrouwen/afstanden mannen/afstanden vrouwen) ·
Schansspringen ·
Shorttrack ·
Skeleton ·
Snowboarden